# Saint-Jouin-de-Marnes
Saint-Jouin-de-Marnes is een plaats en voormalige gemeente in het Franse departement Deux-Sèvres (regio Nouvelle-Aquitaine) en telt 604 inwoners (2005). De plaats maakt deel uit van het arrondissement Bressuire.

## Geschienenis
Saint-Jouin-de-Marnes is op 1 januari 2019 gefuseerd met de gemeenten Brie, Oiron en Taizé-Maulais tot de gemeente Plaine-et-Vallées. 

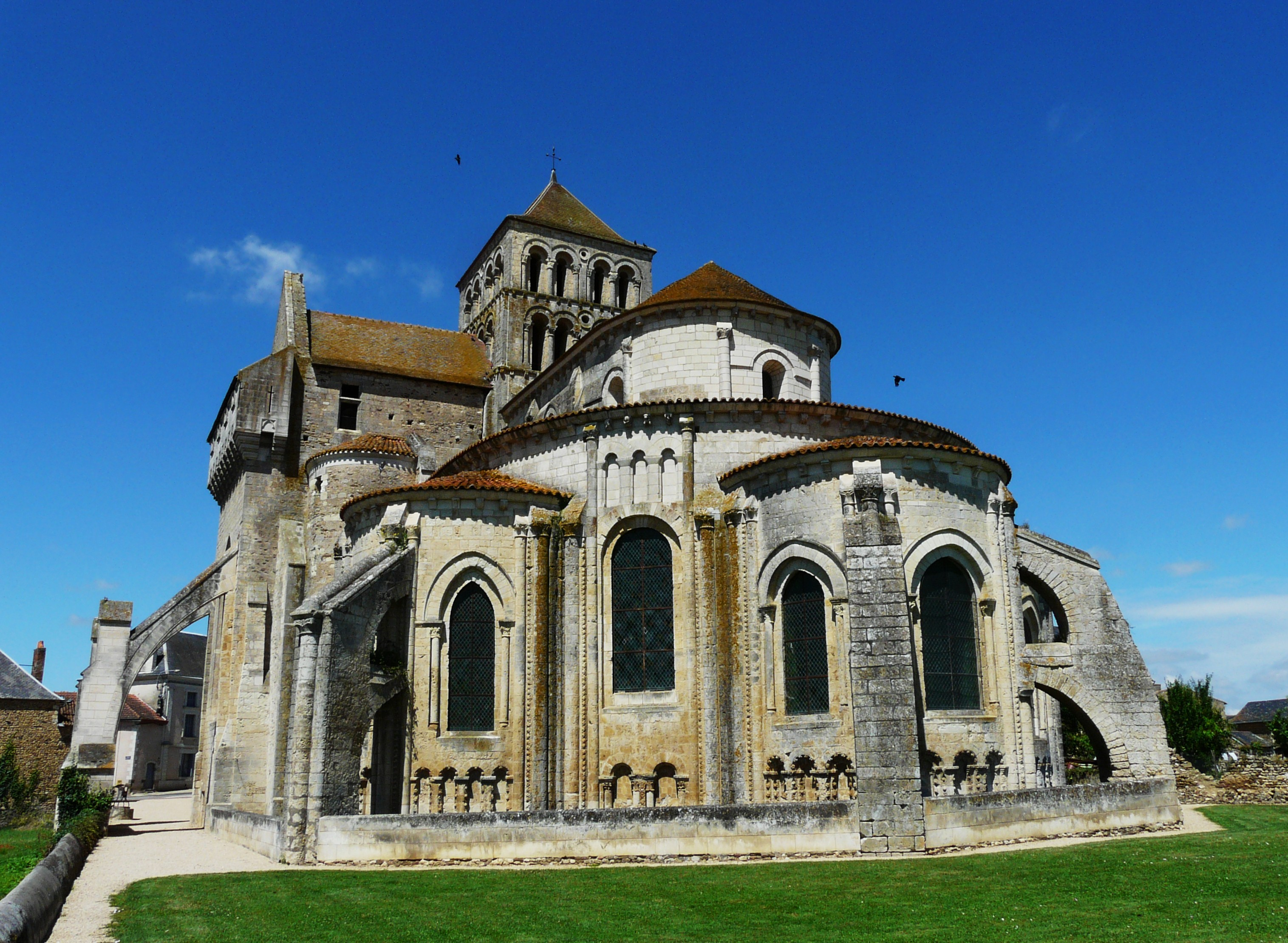
Abdijkerk van Saint-Jouin-de-Marnes
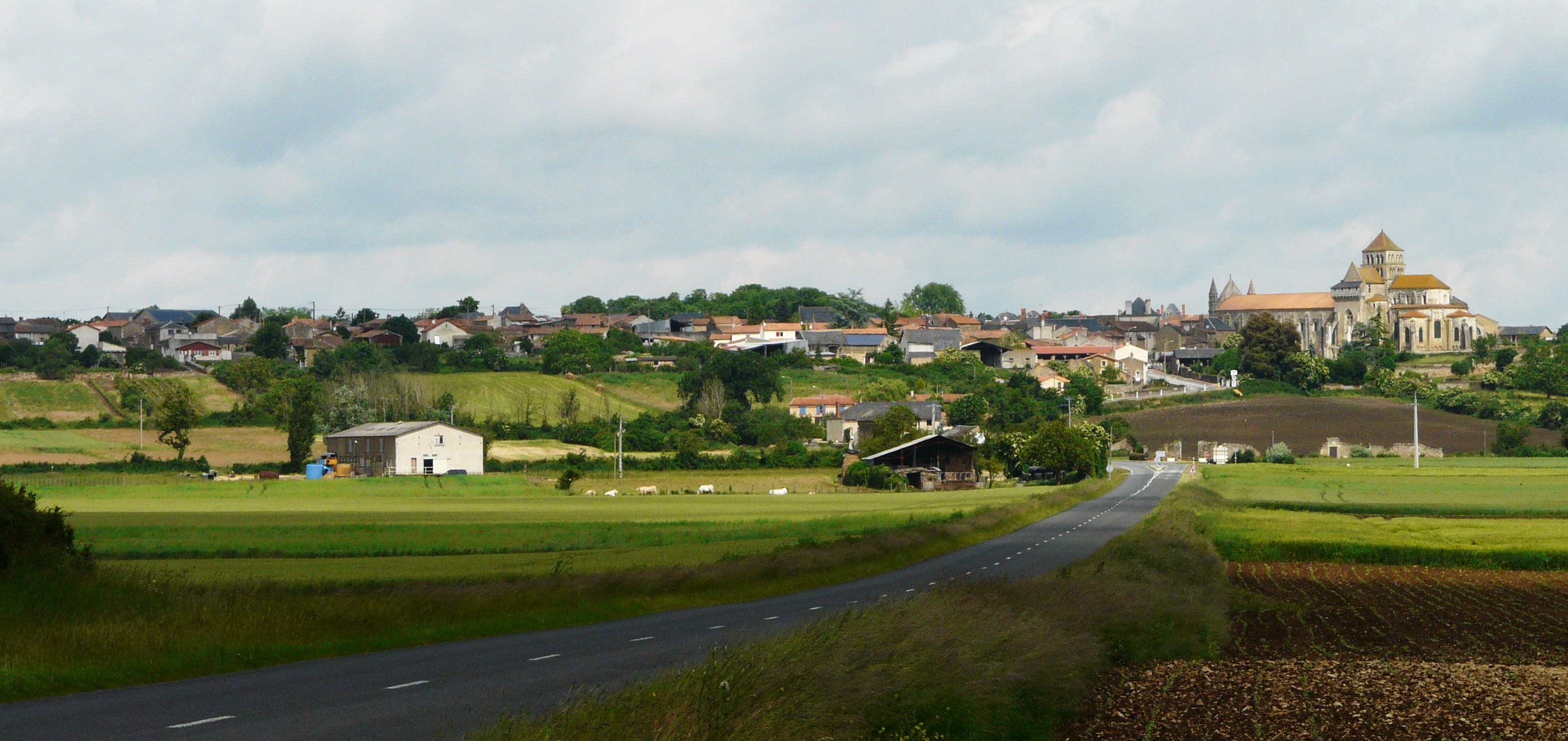
Saint-Jouin-de-Marnes

## Geografie
De oppervlakte van Saint-Jouin-de-Marnes bedraagt 22,7 km², de bevolkingsdichtheid is 26,6 inwoners per km².
De onderstaande kaart toont de ligging van Saint-Jouin-de-Marnes met de belangrijkste infrastructuur en aangrenzende gemeenten.

## Demografie
Onderstaande figuur toont het verloop van het inwonertal.
Bilazais · Brie · Maulais · Noizé · Oiron · Saint-Jouin-de-Marnes · Taizé